# Vila Joaniza
Vila Joaniza, é um bairro situado no distrito de Cidade Ademar, Zona Sul, da cidade de São Paulo.
Sua principal via de acesso, a  Avenida Yervant Kissajikian (que começa no cruzamento com a Avenida Interlagos) e termina cruzando com a Avenida Santo Afonso. 
Apesar dos seus cerca de setenta anos de ocupação, trata-se de uma região extremamente dependente de outras da cidade, tanto em nível de infra-estrutura geral, como também de necessidades básicas, como Saúde, Transporte, Segurança Pública e acima de tudo, Educação. 

## História
O nome do bairro é uma junção do nome de seus loteadores: João e Nilza. O casal era dono da área que hoje é Vila Joaniza e Americanópolis.
O bairro em meados dos Anos 1980 já era conhecido por sua violência. Quadro esse que não foi significativamente alterado neste século após a instalação de uma base policial na avenida principal, além de já possuir uma delegacia de polícia: o 80º DP, em operação desde 1990. O plantão noturno foi reativado em 2020 nesta unidade de polícia civil, facilitando o atendimento aos moradores que anteriormente, eram obrigados a se dirigir às delegacias: 35ºDP (Jabaquara), 43º DP (Cidade Ademar) ou 98º DP (Jd. Luso). 
Anteriormente, a praça central da região, entre as ruas Francisco de Baldim, Pedro Rodrigues Beja e João Benito, e o ponto de ônibus na Avenida Yervant Kissajikian, tem sido frequentada e utilizada como abrigo por diversos moradores de rua, aumentando ainda mais a sensação de insegurança no local, mais notada e especialmente à noite, além da característica e inconfundível sujeira, trazida por esses moradores. Atualmente foi feita a desocupação no local.
Foi berço de alguns nomes do Futebol e do Samba. No Futebol tivemos, Tonhão, os irmãos Paulinho e Carlinhos, Dinho, Jairo, Adriano, Chacrinha, Magal, Nick Davis, Marcelinho Pinheiro, Val, Ricardinho, Alex, Nenê, Japão, Passe Kolou, Carlos Kahê, Denílson, Oscar e Niltinho. Grupos como Pixote, Só Querer, Nossa Art e Banda Ben. 
Possui diversas escolas, tais como, as já tradicionais, EMEF Alferes Tiradentes e EE México (ambas da década de 1970), e as mais recentes EMEF Profª Elza Maia Costa Freire (c. 1992, atrás da EE México) e EMEF Prestes Maia (c. 1995), além da recentemente inaugurada EMEF Profª Maria Lucia dos Santos (Estampa Esportiva, c. 2011). Isso mostra o descaso de anos do Governo do Estado de São Paulo com a região, impossibilitando a grande maioria dos estudantes egressos do ensino fundamental de continuar estudando próximos a seus lares, ao ascenderem suas atividades acadêmicas em nível de ensino médio, visto a época de inauguração da única escola com este nível educacional acadêmico. Além disso não existe nas proximidades das redondezas uma Escola Técnica Estadual (Etec), inviabilizando também, a melhoria dos estudantes em nível técnico profissional, e concorrer aos melhores postos no mercado de trabalho, tanto em nível local como inclusive, na cidade e praças periféricas.  
Está em construção, uma unidade do Centro de Educação Unificado (CEU Americanópolis) usando parte do terreno do Clube de Campo da CEF, a ser inaugurado nos próximos meses. Mais uma alternativa de educação e lazer para crianças e jovens nesta região que clama urgentemente por mais recursos em infraestrutura pública.
Há um Posto de saúde: U.B.S./A.M.A João Yunes, estando atualmente inativo em ampliação. A PMSP mantém também a UBS Vila Constância - Dr Vicente Octavio Guida, na rua Hermenegildo Martini, que mesmo não tendo um endereço oficial da Vila Joaniza, se encontra dentro dos limites da localidade.
Mais um descaso do Governo Estadual, já que não existe nem um projeto para um Hospital na região, sendo o mais próximo o Hospital Regional de Pedreira.
No comércio é possível encontrar lojas conhecidas, tais como as Casas Bahia e as Lojas Marabraz; a rede de fast-food Habib's; agências bancárias como, Bradesco, Itaú e Santander; supermercados como Gê Pires, Ayumi e Ricoy; posto de gasolina Shell; além de uma enorme variedade de lojas de roupas, salões de cabeleireiros, vidraçarias, pizzarias, açougues, bares, mecânicas, ferros velhos, depósitos, bazares, academias, restaurantes, padarias, serigrafias, igrejas e centros de fé e, etc; e, também, as tradicionais feiras livres, às quintas-feiras, na Avenida Celso dos Santos e, aos domingos, na rua Estanislau Moniusko.
Nessa região  há muitas religiões,  dentre elas as quais, as Testemunhas  de Jeová. Podemos vê-las sempre ao longo de toda a avenida Yervant Kissajikian e nas praças  em diferentes horários, fazendo  o seu conhecido trabalho de pregação que também é realizado em todo o mundo. 
Em nível de lazer, existe um imenso clube instalado no bairro: o APCEF da Caixa Econômica Federal (porém é limitado apenas a associados da empresa, impossibilitando a acessibilidade aos moradores da região). Tem um casa de shows: Top Shows e Danças (anteriormente denominado Adocica), com atrações musicais populares (forró, samba, pagode, axé e funk). Vale frisar que há também um gigantesco terreno com cerca de 26 mil metros quadrados, situado à rua Bem-aventurança, que servia, há algum tempo, de abrigo aos usuários de drogas e moradores de rua e, descartes de materiais de construção à população, que não tem postos de coleta seletiva adequada com as suas necessidades, nem sequer uma cooperativa de reciclagem, e também de depósito de focos de mosquito da dengue (Aedes aegypti). Por isso a região é um ponto endêmico da doença no Município.
O transporte não é acessível para ligação com todas as regiões, mas existem linhas de ônibus que dão acesso ao Terminal Santo Amaro, Santo Amaro (distrito de São Paulo), Praça da Sé, Terminal Bandeira, Praça Princesa Isabel, Moema, Metrô Conceição, Metrô Jabaquara, Metrô Santa Cruz e Morumbi Shopping.
Atualmente o trânsito na Avenida Yervant Kissajikian está demasiadamente sobrecarregado, especialmente no trecho entre a Base do antigo 22º Batalhão da Polícia Militar (altura do número 2100) e a agência do Bradesco (altura do número 1500), mais notadamente nos horários de pico da manhã e da tarde, devido à falta de obras em infraestrutura e de saídas para as avenidas e ruas onde as condições de fluxo de tráfego sejam mais abertas, visto que esta é uma via estreita. 
Também existem inúmeras favelas ao longo dessa avenida bem como bares clandestinos que atrapalham o sono dos moradores da região todas as noites, além de inúmeros veículos em som alto, no período noturno e às madrugadas, fazendo alusão aos inúmeros e desagradáveis pancadões de funk locais.